# Referenda w Australii
Referenda w Australii są przeprowadzane na szczeblu federalnym (ogólnokrajowym) wyłącznie w celu poddania pod głosowanie propozycji zmian w konstytucji Australii. Jedynie trzykrotnie (w latach 1916, 1917 i 1977) pod głosowanie poddano pytania nie dotyczące zmian konstytucyjnych, jednak głosowania te formalnie nazywane były plebiscytami, a nie referendami.
O ile wynik referendum jest wiążący dla organów władzy państwowej, o tyle plebiscyty są formalnie głosem doradczym, jednak zwykle ich wynik również jest respektowany ze względów politycznych.

## Procedura

### Ogłaszanie referendum
Procedurę zmiany konstytucji Australii określa rozdział VIII tego aktu prawnego. Zgodnie z jego przepisami, referendum zostaje ogłoszone w dwóch przypadkach:
- przyjęcia w identycznym brzmieniu przez obie izby Parlamentu Australii projektu ustawy zmieniającej konstytucję lub
- przyjęcia projektu ustawy zmieniającej konstytucję przez jedną izbę Parlamentu Australii, o ile zgodę na przeprowadzanie referendum wyrazi gubernator generalny Australii[1] (zwyczajowo działający w tym zakresie zgodnie z rekomendacją premiera Australii).

Referendum odbywa się tego samego dnia we wszystkich stanach i terytoriach wewnętrznych Australii. Od 1924 udział w referendum jest obowiązkowy, podobnie jak w wyborach (w Queensland od 1915). Do roku 1962 kwestia przyznania lub odmowy prawa głosu Aborygenom leżała w gestii poszczególnych stanów. W 1962 prawo głosowania zostało Aborygenom zagwarantowane w całym kraju, jednak dopiero od 1984 głosowanie jest dla nich obowiązkowe na równi z innymi obywatelami.

### Określanie wyników
Aby proponowane zmiany w konstytucji zostały przyjęte, niezbędne jest uzyskanie tzw. podwójnej większości. Oznacza to, iż równocześnie muszą zostać spełnione następujące warunki:
1. zmiana musi uzyskać poparcie większości spośród ogólnej liczby głosujących
2. zmiana musi uzyskać poparcie większości stanów, tj. uzyskać poparcie większości głosujących w co najmniej czterech stanach[1]

## Lista referendów
W Australii przyjęło się uważać, że jeśli w tym samym czasie odbywają się głosowania nad kilkoma pytaniami, to formalnie każde z pytań stanowi osobne referendum. W takim ujęciu, dotychczas odbyły się 44 referenda ogólnokrajowe i 3 plebiscyty.
| data / link do artykułu | nr referendum | temat                                                                                             | wynik |
| ----------------------- | ------------- | ------------------------------------------------------------------------------------------------- | ----- |
| 12 grudnia 1906         | 1             | zmiana daty rozpoczynania kadencji przez senatorów federalnych                                    | TAK   |
| 13 kwietnia 1910        | 2             | prawo władz federalnych do oddłużania władz stanowych                                             | TAK   |
| 13 kwietnia 1910        | 3             | zmiany w zasadach rozliczania nadwyżek budżetowych                                                | NIE   |
| 26 kwietnia 1911        | 4             | zwiększenie zakresu kompetencji władz federalnych w zakresie gospodarki i zatrudnienia            | NIE   |
| 26 kwietnia 1911        | 5             | prawo władz federalnych do nacjonalizacji firm uznanych za monopolistów                           | NIE   |
| 31 maja 1913            | 6             | zwiększenie zakresu kompetencji władz federalnych w zakresie gospodarki                           | NIE   |
| 31 maja 1913            | 7             | zwiększenie zakresu kompetencji władz federalnych w zakresie nadzoru nad korporacjami             | NIE   |
| 31 maja 1913            | 8             | zwiększenie zakresu kompetencji władz federalnych w zakresie prawa pracy                          | NIE   |
| 31 maja 1913            | 9             | zwiększenie zakresu kompetencji władz federalnych w zakresie instytucji powierniczych             | NIE   |
| 31 maja 1913            | 10            | prawo władz federalnych do nacjonalizacji firm uznanych za monopolistów                           | NIE   |
| 31 maja 1913            | 11            | prawo władz federalnych do rozstrzygania sporów zbiorowych wewnątrz stanowych systemów kolejowych | NIE   |
| 28 października 1916    | plebiscyt     | wprowadzenie przymusowej służby wojskowej poza granicami Australii                                | NIE   |
| 20 grudnia 1917         | plebiscyt     | wprowadzenie przymusowej służby wojskowej poza obszarem Australii i Oceanii                       | NIE   |
| 13 grudnia 1919         | 12            | tymczasowe poszerzenie kompetencji władz federalnych w kwestiach gospodarczych i prawa pracy      | NIE   |
| 13 grudnia 1919         | 13            | prawo władz federalnych do regulacji monopoli                                                     | NIE   |
| 4 września 1926         | 14            | poszerzenie kompetencji władz federalnych w kwestiach gospodarczych i prawa pracy                 | NIE   |
| 4 września 1926         | 15            | przyznanie władzom federalnym szczególnych uprawnień w celu zapewnienia podstawowych usług        | NIE   |
| 17 listopada 1928       | 16            | zmiana zasad zaciągania długów przez stany i nadzoru władz federalnych nad zadłużeniem stanów     | TAK   |
| 6 marca 1937            | 17            | przyznanie władzom federalnym nowych kompetencji w zakresie lotnictwa i nawigacji lotniczej       | NIE   |
| 6 marca 1937            | 18            | zmiana zasad konstytucyjnych dotyczących opodatkowania dóbr przewożonych między stanami           | NIE   |
| 19 sierpnia 1944        | 19            | nadzwyczajne rozszerzenie uprawnień władz federalnych na okres pięciu lat                         | NIE   |
| 28 września 1946        | 20            | rozszerzenie kompetencji władz federalnych w zakresie polityki społecznej                         | TAK   |
| 28 września 1946        | 21            | zmiana zasad konstytucyjnych dotyczących opodatkowania dóbr przewożonych między stanami           | NIE   |
| 28 września 1946        | 22            | rozszerzenie kompetencji władz federalnych w zakresie prawa pracy                                 | NIE   |
| 29 maja 1948            | 23            | rozszerzenie kompetencji władz federalnych w zakresie regulacji cen i czynszów                    | NIE   |
| 22 września 1951        | 24            | umożliwienie władzom federalnym delegalizacji partii komunistycznych                              | NIE   |
| 27 maja 1967            | 25            | likwidacja sztywnego powiązania między liczbą członków Izby Reprezentantów a liczbą senatorów     | NIE   |
| 27 maja 1967            | 26            | wliczanie Aborygenów do ogólnej liczby mieszkańców podczas spisów powszechnych                    | TAK   |
| 8 grudnia 1973          | 27            | rozszerzenie kompetencji władz federalnych w zakresie regulacji cen                               | NIE   |
| 8 grudnia 1973          | 28            | rozszerzenie kompetencji władz federalnych w zakresie regulacji dochodów ludności                 | NIE   |
| 18 maja 1974            | 29            | wprowadzenie zasady, iż wybory do obu izb parlamentu odbywają się tego samego dnia                | NIE   |
| 18 maja 1974            | 30            | zmiana zasad zmiany konstytucji                                                                   | NIE   |
| 18 maja 1974            | 31            | zmiana zasad wyznaczania granic okręgów wyborczych do parlamentów stanowych i federalnego         | NIE   |
| 18 maja 1974            | 32            | rozszerzenie uprawnień władz federalnych w zakresie finansów publicznych samorządów lokalnych     | NIE   |
| 21 maja 1977            | 33            | wprowadzenie zasady, iż wybory do obu izb parlamentu odbywają się tego samego dnia                | NIE   |
| 21 maja 1977            | 34            | zmiana zasad uzupełniania składu Senatu Australii w trakcie trwania kadencji                      | TAK   |
| 21 maja 1977            | 35            | przyznanie obywatelom terytoriów federalnych prawa głosu w referendach konstytucyjnych            | TAK   |
| 21 maja 1977            | 36            | wprowadzenie przymusowego wieku emerytalnego (70 lat) dla sędziów federalnych                     | TAK   |
| 21 maja 1977            | plebiscyt     | wybór "pieśni narodowej", mającej uzupełniać hymn God Save the Queen                              | n.d.  |
| 1 grudnia 1984          | 37            | wprowadzenie zasady, iż wybory do obu izb parlamentu odbywają się tego samego dnia                | NIE   |
| 1 grudnia 1984          | 38            | zmiana zasad podziału kompetencji między władzami federalnymi i stanowymi                         | NIE   |
| 3 września 1988         | 39            | ujednolicenie długości kadencji obu izb parlamentu tak, aby trwały cztery lata                    | NIE   |
| 3 września 1988         | 40            | zmiany zasad wyznaczania granic okręgów wyborczych                                                | NIE   |
| 3 września 1988         | 41            | uznanie władz samorządowych za organy konstytucyjne                                               | NIE   |
| 3 września 1988         | 42            | wpisanie do konstytucji katalogu praw i wolności obywatelskich                                    | NIE   |
| 6 listopada 1999        | 43            | wprowadzenie w Australii ustroju republikańskiego                                                 | NIE   |
| 6 listopada 1999        | 44            | dodanie do konstytucji preambuły                                                                  | NIE   |

źródła: